# Ли Джин Ук
Ли Джин Ук (кор. 이진욱?, 李陣郁?; род. 16 сентября 1981, Чхонджу, Чхунчхон-Пукто, Республика Корея) — южнокорейский актёр. Стал известен благодаря главным ролям в романтических сериалах «Город из стекла» (2008—2009) и «Хочу романтики» (2012). Широкую известность ему принесла роль в сериале о путешествиях во времени «Девять» (2013). Затем он снялся в телесериалах «Когда я тебя любил» (2015), криминальном триллере «Голос» (2018—2019), апокалиптическом хоррор-сериале Netflix «Милый дом» (2020—2024) и драматическом сериале в жанре выживания «Игра в кальмара» (2024—2025). Среди его заметных ролей в кино — комедия «Мисс бабуля» (2014) и романтическая комедия «Красота внутри» (2015).

## Карьера

### 2000–2009: Образование и начало карьеры
Ли Джин Ук получил образование в области экологической инженерии в университете Чхонджу, но затем решил сменить сферу деятельности на актёрскую. Свою карьеру в индустрии развлечений он начал с работы моделью в рекламе. Его первая телевизионная роль была в телесериале «Воскрешение» (2005), после чего он снялся в таких сериалах, как «Одиноки в любви» (2007), «Когда-нибудь» (2008) и «Улыбнись снова» (2009).
Популярность и статус звезды Халлю Ли Джин Ук приобрёл после роли второго главного героя в сериале «Аэропорт» (2010), где он также встречался со своей коллегой по съёмкам Чхве Джиу в течение трёх лет. В дальнейшем он продолжал получать главные роли, сыграв сына президента в «Непримиримые соперники» (2013), пластического хирурга в «Волшебное преображение» (2014) и новобрачного чеболя в «Город из стекла» (2015). Также он появился в эпизодической роли в сериале «Дорога домой».

### 2009–2016: Призыв на военную службу и дальнейший успех
Ли прошёл обязательную двухлетнюю военную службу с 6 мая 2009 года по 7 марта 2011 года в Агентстве оборонной информации Министерства национальной обороны.
После демобилизации в 2011 году Ли вернулся в кино с ролью в проекте «Шпионка Мён Воль», где он сыграл северокорейского агента.Затем он снялся в романтической комедии «Хочу романтики» вместе с Чон Юми. Его наиболее значимой ролью стала роль тележурналиста по имени Пак Сону в сериале о путешествиях во времени «Девять» (2012), где его партнёром по съёмочной площадке была Чо Ёнхи.
После положительного отклика на роль в «Девяти», Ли впервые за 7 лет снялся в полнометражном фильме — комедии «Мисс бабуля» (2014). Затем он получил свою первую крупную роль в кино в боевике «Мишень» (2014), ремейке французского фильма «В упор» (2010). После этого Ли вновь сотрудничал с автором и режиссёром «Девяти» в сериале «Три мушкетёра», исторической драме, действие которой происходит в эпоху Чосон, где он исполнил роль наследного принца Сохёна. Он также продолжил сниматься в кино, появившись в фэнтезийной романтической комедии «Красота внутри» (2015), где исполнил роль У Джина, и в сериале о путешествиях во времени, криминальной драме «Беглецы от времени» (2016). Его роль в «Красоте внутри» вызвала большой резонанс в Южной Корее: сцена, где раскрывается одна из реинкарнаций У Джина, произвела сильное впечатление на женскую аудиторию, и этот момент был признан одним из самых запоминающихся в истории корейского кино.
Затем Ли вернулся на телевидение с южнокорейской адаптацией тайваньского сериала «Всегда с тобой», «Когда я тебя любил», где он сыграл вместе с Ха Дживон. В 2016 году он снялся в криминальной драме «Прощайте, мистер Блэк», основанной на манге с таким же названием.

### 2017–наст. время: Переход на ведущие роли и переосмысление
В 2017 году Ли снялся в трёх фильмах: независимых лентах «Тигр зимой» и «Дорога в Юту»,, а также в романтическом триллере «Высшее общество».
В 2018 году Ли вернулся на малые экраны с успешными криминальными драмами «Возвращение» и вторым сезоном сериала «Голос». Премьера второго сезона «Голоса» установила рекорд по зрительским рейтингам для оригинального драматического сериала OCN. Второй сезон продолжил успех первого сезона, даже несмотря на более короткий хронометраж. Благодаря большому успеху, «Голос» был продлён на третий сезон, где Ли вновь исполнил роль До Кану. Третий сезон также оказался успешным.
В 2019 году Ли подписал эксклюзивный контракт с BH Entertainment, которая работает со многими другими известными южнокорейскими актёрами.
В 2020 году Ли снялся в оригинальном сериале Netflix «Милый дом». Это сериал, основанный на вебтуне о подростке, который живёт взаперти в своей комнате, травмированный воспоминаниями о школьном насилии, и сталкивается с жуткими событиями после переезда в квартиру после потери семьи. Премьера сериала состоялась на Netflix Korea 18 декабря 2020 года.
17 марта 2021 года tvN объявил полный основной актёрский состав драмы «Пульгасаль: Бессмертные души», где Ли сыграет Дан Хваля, мифологическое существо, которое не может умереть или стареть, но когда-то было человеком 600 лет назад. Драма транслировалась с 18 декабря 2021 года по 6 февраля 2022 года на tvN и была также доступна для просмотра на Netflix.
22 апреля 2021 года CJ E&M и TVING объявили полный звёздный состав фильма «Счастливого нового года», который рассказывает о людях, которые приезжают в отель «Emros», каждый со своей историей, и строят новые отношения. Ли сыграл Ли Джинхо, пластического хирурга, который каждую субботу вечером появляется в холле отеля в ожидании своей роковой любви. Съёмки начались 19 апреля 2021 года, а фильм вышел в кинотеатрах и на TVING 29 декабря 2021 года.
8 декабря 2021 года стало известно, что Ли сыграет главную роль в оригинальной веб-сериале KakaoTV «Добро пожаловать в свадебный ад» вместе с Ли Ёнхи. Ли исполнил роль Со Джонхёна, искреннего и идеалистичного жениха, чья натура вызывает беспокойство у его будущей жены Ким Наын (в исполнении Ли Ёнхи), которая описана как реалистка. Это была первая романтическая комедия Ли с 2015 года, после «Когда я тебя любил». Веб-сериал транслировался с 23 мая по 15 июня 2022 года на стриминговых сервисах KakaoTV и Netflix.
15 июня 2022 года Netflix подтвердил, что Ли вернётся к роли Сан Ука в первом сезоне, но сыграет Чон Умёна (он же Нам Санвон) во втором и третьем сезонах сериала «Милый дом». Второй сезон вышел 1 декабря 2023 года на Netflix, а третий — 19 июля 2024 года.
18 октября 2022 года стало известно, что Ли примет участие в предстоящем оригинальном сериале Netflix «Дуна!» с участием Пэ Суджи и Ян Седжона.
29 июня 2023 года стало известно, что Ли получил роль во втором сезоне «Игры в кальмара». Этот проект ознаменовал воссоединение с режиссёром Хван Дон Хёком, который снял «Мисс бабуля». Второй сезон, где Ли сыграл Пак Кён Сока / Игрока № 246 вышел на Netflix 26 декабря 2024 года. Повторил эту роль в финальном третьем сезоне сериала, премьера которого состоялась 27 июня 2025 года.
14 февраля 2024 года стало известно, что Ли вернётся на большой экран в фильме «Чёрные монахини» вместе с Сон Хегё, Чон Ёбин, Хо Джунхо и Мун У Джин. Фильм является спин-оффом хита 2015 года «Чёрные священники» и будет снят режиссёром Квон Хёкдже. Ли сыграет отца Паоло, священника и психиатра, который верит, что медицина может исцелить мальчика, одержимого могущественным злым духом. Съёмки начались 22 февраля 2024 года, а фильм выйдет 24 января 2025 года.
29 апреля 2024 года ENA подтвердила, что Ли сыграет главную роль в их предстоящей романтической драме «Моей Хэри» вместе с Син Хесон. Ли исполнит роль Чон Хёно, звёздного диктора и бывшего парня Джу Ынхо (в исполнении Син Хесон). Премьера сериала состоится 23 сентября 2024 года.

## Личная жизнь
После совместной работы в южнокорейском телесериале 2007 года «Аэропорт» Ли встречался с коллегой по съёмкам Чхве Джиу в период с 2009 по 2011 год. Одной из причин их расставания они назвали чрезмерное внимание со стороны общественности и СМИ.
В мае 2014 года Ли несколько раз видели в компании актрисы Кон Хёджин. Позже их агентства подтвердили, что пара состоит в отношениях. Однако через три месяца после подтверждения этой новости стало известно о их расставании.

## Фильмография

### Кино
| Год  | Нзавание                             | Роль       | Примечания             | Ист.   |
| ---- | ------------------------------------ | ---------- | ---------------------- | ------ |
| 2004 | Мой новый парень                     | Парень     | Короткометражный фильм |        |
| 2014 | Мисс бабуля                          | Хан Сыну   |                        |        |
| 2014 | Мишень                               | Ли Тхэджун |                        |        |
| 2015 | Красота внутри                       | Ким Уджин  |                        |        |
| 2015 | Беглецы от времени                   | Гону       |                        |        |
| 2018 | Тигр зимой                           | Гёню       |                        |        |
| 2018 | Высшее общество                      | Син Чихо   |                        |        |
| 2018 | Дорога до Юты                        | К          |                        |        |
| 2021 | Счастливого нового года              | Ли Джинхо  |                        |        |
| 2025 | Чёрные монахини                      | Отец Паоло |                        | [ 67 ] |
| TBA  | Завтрак в 7 утра для разбитых сердец | Джиху      |                        | [ 68 ] |

### Телевидение
| Год       | Нзавание                            | Роль                  | Примечания            | Ист.          |
| --------- | ----------------------------------- | --------------------- | --------------------- | ------------- |
| 2004      | MBC Best Theater — «Плохая девочка» |                       |                       |               |
| 2005      | Воскрешение                         | Настоящий Стивен Ли   | Малая роль; эпизод 23 |               |
| 2006      | Одиноки в любви                     | Мин Хён Чжун          |                       |               |
| 2006      | Улыбнись снова                      | Юн Чжэ Мен            |                       |               |
| 2006      | Когда-нибудь                        | Им Сокман             |                       |               |
| 2007      | Аэропорт                            | Кан Хачжун            |                       |               |
| 2008      | Волшебное преображение              | Хан Гонсу             |                       |               |
| 2008      | Непримиримые соперники              | Кан Сухо              |                       |               |
| 2008—2009 | Город из стекла                     | Ким Джунсон           |                       |               |
| 2009      | Дорога домой                        | Ли Джинук             | Камео (эпизоды 21—22) | [ 69 ]        |
| 2011      | Шпионка Мён Воль                    | Чхве Рю               |                       |               |
| 2012      | Хочу романтики                      | Юн Сок Хён            |                       |               |
| 2013      | Девять                              | Пак Сону              |                       |               |
| 2014      | Три мушкетёра                       | Наследный принц Сохён |                       |               |
| 2015      | Когда я тебя любил                  | Чхве Вон              |                       |               |
| 2016      | Прощайте, мистер Блэк               | Чха Дживон            |                       |               |
| 2018      | Возвращение                         | Докго Ён              |                       |               |
| 2018—2019 | Голос                               | До Кану               | Сезоны 1—3            |               |
| 2021—2022 | Пульгасаль: Бессмертные души        | Дан Хваль             |                       | [ 70 ] [ 71 ] |
| 2024      | Моей Хэри                           | Чон Хён О             |                       | [ 72 ]        |

### Веб-сериалы
| Год       | Нзавание                        | Роль                      | Примечания                           | Ист.   |
| --------- | ------------------------------- | ------------------------- | ------------------------------------ | ------ |
| 2020—2024 | Милый дом                       | Пён Санук                 | Сезоны 1—3                           | [ 73 ] |
| 2022      | Добро пожаловать в свадебный ад | Сон Джунхён               |                                      | [ 74 ] |
| 2023      | Дуна!                           | Пак Инук                  | Специальное появление                | [ 75 ] |
| 2024      | Игра в кальмара                 | Пак Кён Сок / Игрок № 246 | Главная роль (2-й сезон и 3-й сезон) | [ 76 ] |

### Телешоу
| Год  | Нзавание    | Роль    | Примечания | Ист.   |
| ---- | ----------- | ------- | ---------- | ------ |
| 2007 | Я ♡ Бродвей | Ведущий |            | [ 77 ] |

## Награда и номинация
| Награда                              | Год  | Категория                                                                    | Работа / Номинант                            | Результат | Ист.   |
| ------------------------------------ | ---- | ---------------------------------------------------------------------------- | -------------------------------------------- | --------- | ------ |
| APAN Star Awards                     | 2013 | Выдающиеся достижения, Актёр                                                 | Девять                                       | Номинация |        |
| Korea Drama Awards                   | 2008 | Популярность у нетизенов                                                     | Город из стекла                              | Номинация |        |
| Korea Drama Awards                   | 2013 | Лучшая пара                                                                  | Ли Джин Ук (с Чо Ёнхи); Девять               | Номинация |        |
| Korea Drama Awards                   | 2013 | Гран-при (Дэсан)                                                             | Девять                                       | Номинация |        |
| Korea Film Actors Association Awards | 2016 | Гран-при                                                                     | Беглецы от времени                           | Победа    | [ 78 ] |
| Mnet 20's Choice Awards              | 2013 | 20's Drama Star - Мужская категория                                          | Девять                                       | Победа    | [ 79 ] |
| SBS Drama Awards                     | 2006 | Новая звезда                                                                 | Одиноки в любви / Улыбнись снова             | Победа    | [ 80 ] |
| SBS Drama Awards                     | 2008 | Выдающиеся достижения, Актёр в многосерийной драме                           | Город из стекла                              | Номинация |        |
| SBS Drama Awards                     | 2015 | Лучшая пара                                                                  | Ли Джин Ук (с Ха Дживон); Когда я тебя любил | Номинация |        |
| SBS Drama Awards                     | 2015 | Популярность у нетизенов                                                     | Когда я тебя любил                           | Номинация |        |
| SBS Drama Awards                     | 2015 | Превосходные достижения, Актёр в мини-сериале                                | Когда я тебя любил                           | Номинация |        |
| SBS Drama Awards                     | 2018 | Превосходные достижения, Актёр в драме транслирующиеся по средам и четвергам | Возвращение                                  | Номинация | [ 81 ] |

## Внешние ссылки
- Ли Джин Ук на сайте Instagram